# Szamosőrmező
Szamosőrmező vagy Őrmező (románul Var) falu Romániában, Szilágy megyében.

## Fekvése
Zsibótól délkeletre, Zsibó és Tihó között, három folyó, a Szamos, az Egregy patak és az Almás vizének ölelésében fekvő település.

## Nevének eredete
Szamosőrmező (Őrmező) neve az egykor itt létezett Anonymus által is leírt gyepűkre utal. A település egykori lakosainak határőri (gyepűőri) foglalkozását őrzi nevében. Egykori lakosainak kötelességük volt e gyepűk őrzése. Ilyen gyepűk voltak például Vas vármegyében Felső- és Alsóőr, Szabolcs-Szatmár-Bereg vármegyében Őr, Zemplén vármegyében Őrmező és a Zilah melletti Őrhegy is.
Szamosőrmező nevében a Szamos előtag az itt folyó Szamosra utal.

## Története
A település nevét az oklevelek 1469-ben említették először Ew(r) Mezew, majd 1492-ben Eormezeo néven.
A falu egykor nem mai helyén, hanem közvetlen az Egregy patak mellett feküdt, s Erdély legvégsőbb őrállomási helye volt. (Hodor leírása szerint Erdély a vajdák alatt csak Doboka vármegye széléig nyúlt.)
Őrmező lakosai az 1700-as évek háborús zaklatásai miatt költöztek fel mostani helyükre, mely biztonságosabb menedéket nyújtott.
Az 1400-as években a Drágfi és a Zombori családok birtoka volt.
1525-ben Zombori Péter és László saját birtokrészét a Drágfi család tagjainak zálogosította el.
1575-ig Károlyi Lászlóé volt, kitől hűtlenség miatt somlyói Báthory István elvette és rátóti Gyulafi Lászlónak adományozta.
1723-tól a báró Bornemissza család birtoka volt.
1837-es összeíráskor a településnek 263 lakosa és 51 háza volt.
1890-ben 353 lakosa volt, melyből 18 magyar, 1 német és 333 oláh, 1 egyéb nyelvű volt. Ebből 1 római katolikus, 327 görögkatolikus, 5 református, 20 izraelita volt. A házak száma 76.
A falu lakosai főleg kosárfonással foglalkoztak.
A trianoni békeszerződés előtt Szamosőrmező Szilágy vármegye Zsibói járásához tartozott.

## Nevezetességek

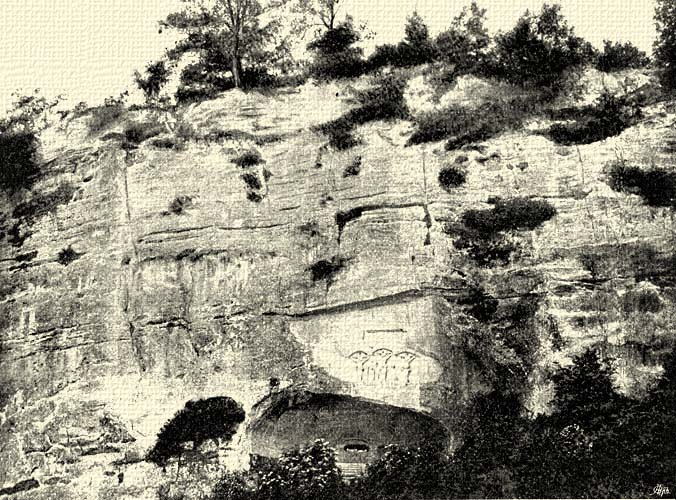
Őrmező, Krisztus-kép a sziklafalon

- A Sesul Morii határrészének meredek sziklafalába vésett Krisztus-kép, melyet a falu egykori tulajdonosa, báró Bornemissza Józsefné faragtatott oda a következő felírással:

„Nem isten, nem ember ezen kirajzolt kép,
De isten és ember, kit jelent ez a kép”.
- Görögkatolikus fatemploma.

### Képek a fatemplomról

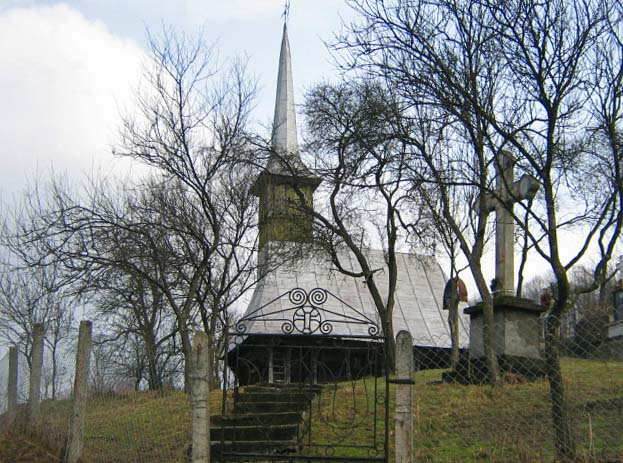
Szamosőrmező fatemploma
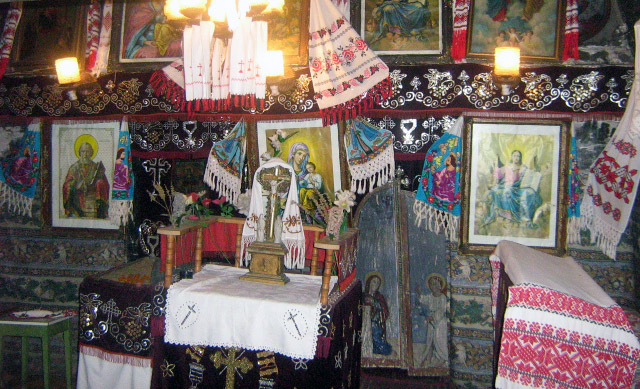
Templombelső
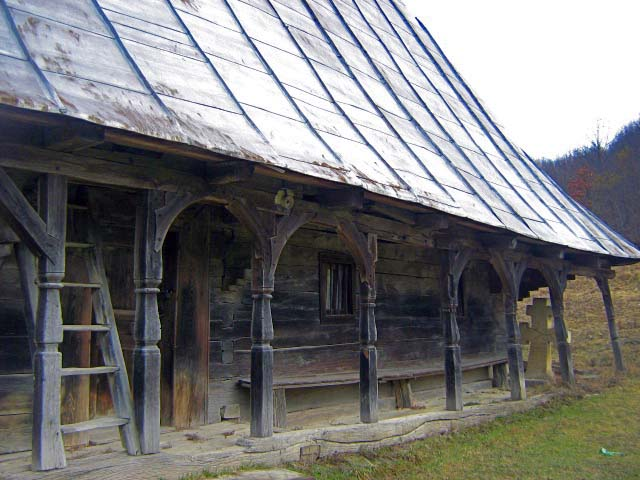
Az őrmezői templom tornáca
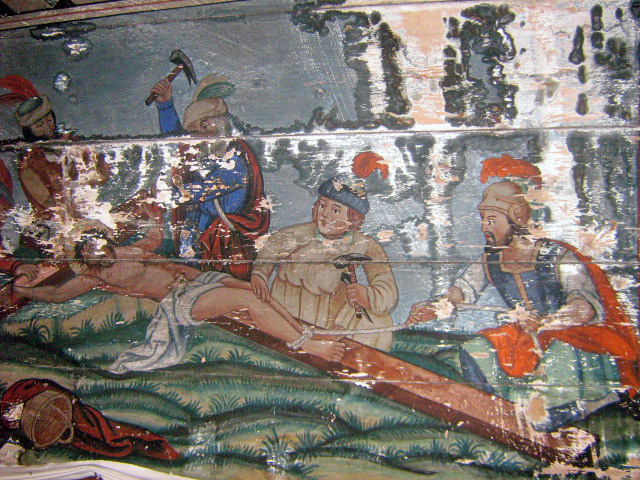
A templom boltozatának freskója
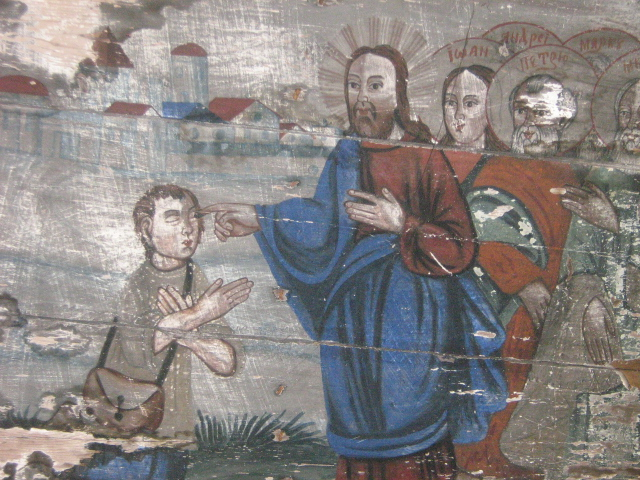
Freskórészlet
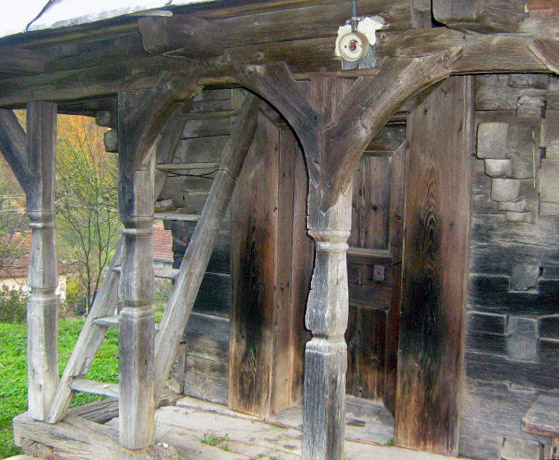
A templom bejárata